# GLADIATOR × DEMOLITION
GLADIATOR × DEMOLITIONは、日本の総合格闘技団体「GLADIATOR」の大会の一つ。
2018年6月3日、大阪府大阪市の東成区民センターで開催された。

## 大会概要
今大会では関西を中心に活動するMMA団体、GLADIATORとDEMOLITION（DXFC）の対抗戦が実現。メインイベントではDXFCウェルター級王者のグッドマン田中に、元GLADIATORミドル級王者の中村勇太が挑む。セミでは第3代バンタム級王者・角田成健の現役引退を受け、空位になったベルトを中澤伸悟とじゅんが争うことに。このほか全12試合中8試合がGLADIATORとDEMOLITIONの対抗戦となっている。

## 試合結果
オープニングファイト フライ級 5分1R
○  杉原光世 vs.  田中勇人 ×
1R 3:17 リアネイキドチョーク
オープニングファイト フェザー級 5分1R
○  楠本忍 vs.  塩田和哉 ×
1R 1:50 三角絞め
第1試合 GLADIATOR×DEMOLITION対抗戦 バンタム級 5分2R
○  四至本ジョリー竜馬 vs.  井口翔太 ×
2R 0:01 ドクターストップ
第2試合 GLADIATOR×DEMOLITION対抗戦 フェザー級 5分2R
○  中川皓貴 vs.  北崎拓実 ×
判定2-1
第3試合 GLADIATOR公式戦 ライト級 5分2R
○  別府敬祐 vs.  野副忠佑 ×
判定2-1
第4試合 GLADIATOR×DEMOLITION対抗戦 バンタム級 5分2R
○  吉野光 vs.  上野暢彦 ×
1R 0:26 アームロック
第5試合 GLADIATOR×DEMOLITION対抗戦 フライ級 5分2R
○  横溝和也 vs.  大崎勝海 ×
1R 1:27 TKO
第6試合 GLADIATOR×DEMOLITION対抗戦 バンタム級 5分2R
○  瀧口脩生 vs.  前川大輔 ×
1R 1:09 TKO
第7試合 DXFC公式戦 ウェルター級 5分2R
○  堂垣善史 vs.  イケ・クリス ×
2R 0:53 腕ひしぎ十字固め
第8試合 GLADIATOR×DEMOLITION対抗戦
GLADIATORフライ級次期挑戦者決定戦 5分2R
○  NavE vs.  上嶋佑紀 ×
2R 4:31 リアネイキドチョーク
第9試合 GLADIATOR×DEMOLITION対抗戦
GLADIATORバンタム級王座決定戦 5分3R
○  じゅん vs.  中澤伸悟 ×
1R 3:19 TKO
※じゅんが第4代GLADIATORバンタム級王者に
第10試合 GLADIATOR×DEMOLITION対抗戦
DXFCウェルター級タイトルマッチ 5分3R
○  中村勇太 vs.  グッドマン田中 ×
1R 1:06 リアネイキドチョーク
※中村勇太が第4代DXFCウェルター級王者に